# Чайковицький заказник
Ча́йковицький зака́зник — гідрологічний заказник загальнодержавного значення в Україні. Розташований у межах Самбірського району Львівської області, на південь від села Чайковичі. 

## Опис
Площа 119 га. Створений 1980 року. 
Охороняється ділянка болотного масиву на правобережній заплаві річки Дністер, у межах Верхньодністровської улоговини. У рослинному покриві переважають осокові та злаково-осокові угруповання в комплексі з вільшаниками. Зростає багато видів рідкісних рослин, у тому числі реліктових: берези низької, верби чорничної та інших. 
Під впливом меліоративних робіт, проведених на цьому болотному масиві, зменшується кількість вологолюбних лучних мезотрофних видів.
Існують плани створити на базі заказника Національний природний парк «Чайковицький» у межах Самбірського, Городоцького і Дрогобицького районів Львівської області. Для цього на розробку проєкту парку з Львівського обласного фонду охорони навколишнього середовища виділено 200 тис. грн..